# Марція Отацилія Севера
Ма́рція Отаци́лія Севе́ра (лат. Marcia Otacilia Severa; ? — після 249) — дружина римського імператора Філіппа І та мати імператора Філіппа II. Носила титул Августи в 244—249 роках. Після вбивства її чоловіка та сина у 249 році доля Отацилії Севери достеменно невідома.

## Походження та сім'я
Походила з родини нобілів та патриціїв. Її батьком був Отацилій Север, представник роду Отациліїв, сенатор і проконсул провінцій Македонія та Мезія. Матір'ю її була Марція, представниця відомого патриціанського роду Марцієв. Відомо, що Отацилія здобула гарну домашню освіту. 
У 234 році одружилася з майбутнім імператором Марком Юлієм Пилипом, який на той час, ймовірно, служив у преторіанській гвардії. Разом із ним мала трьох дітей: 
- Марк Юлій Север Пилип — цезарь з 244 року та імператор у 247—249 роках, співправитель свого батька.
- Юлія Севера (або Северіна) — про її існування відомо лише завдяки нумізматичним джерелам.
- Квінт Пилип Север — народився у 247 році.

## Августа
У 244 році під час походу проти Персії помер 18-річний імператор Гордіан III. Точна причина його смерті невідома та є предметом дискусії з-поміж істориків. Армією та преторіанціями одразу було проголошено нового імператора — чоловіка Марції, Пилипа Араба. Багато античних джерел називають саме його ініціатором вбивства Гордіана III. 
Після оголошення Філіпа імператором того ж року він надав Марції Отацилії титул августи. Подружжя відоме цікавістю до християнства, а за Євсевієм, вони навіть прийняли його (проте доказів цьому мало). Також Марція відтримувала зв'язки з відомими християнськими теологами та Отцями церкви, зокрема Орігеном, з яким вона до останнього листувалася.
З повстанням у 249 році Деція часи правління Пилипа та його дружини скінчилися. Незабаром Пилип І загинув у битві при Вероні. Доля ж самої Августи не відома. За однією версію, її разом із |сином вбили преторіанці, а за іншою, вона переїхала до сирійського Філіппополя, рідного міста загиблого чоловіка, де жила відлюдно.